# Strada statale 43 (Repubblica Ceca)
La strada statale 43 (nota anche come strada di I. classe 43, sigla I/43, in ceco Silnice I. třídy 43 o Silnice I/43) è una strada statale ceca che attraversa il Paese da Brno a Králíky, per poi intersecarsi con la strada statale polacca 33 tramite il confine di Dolní Lipka-Boboszów.

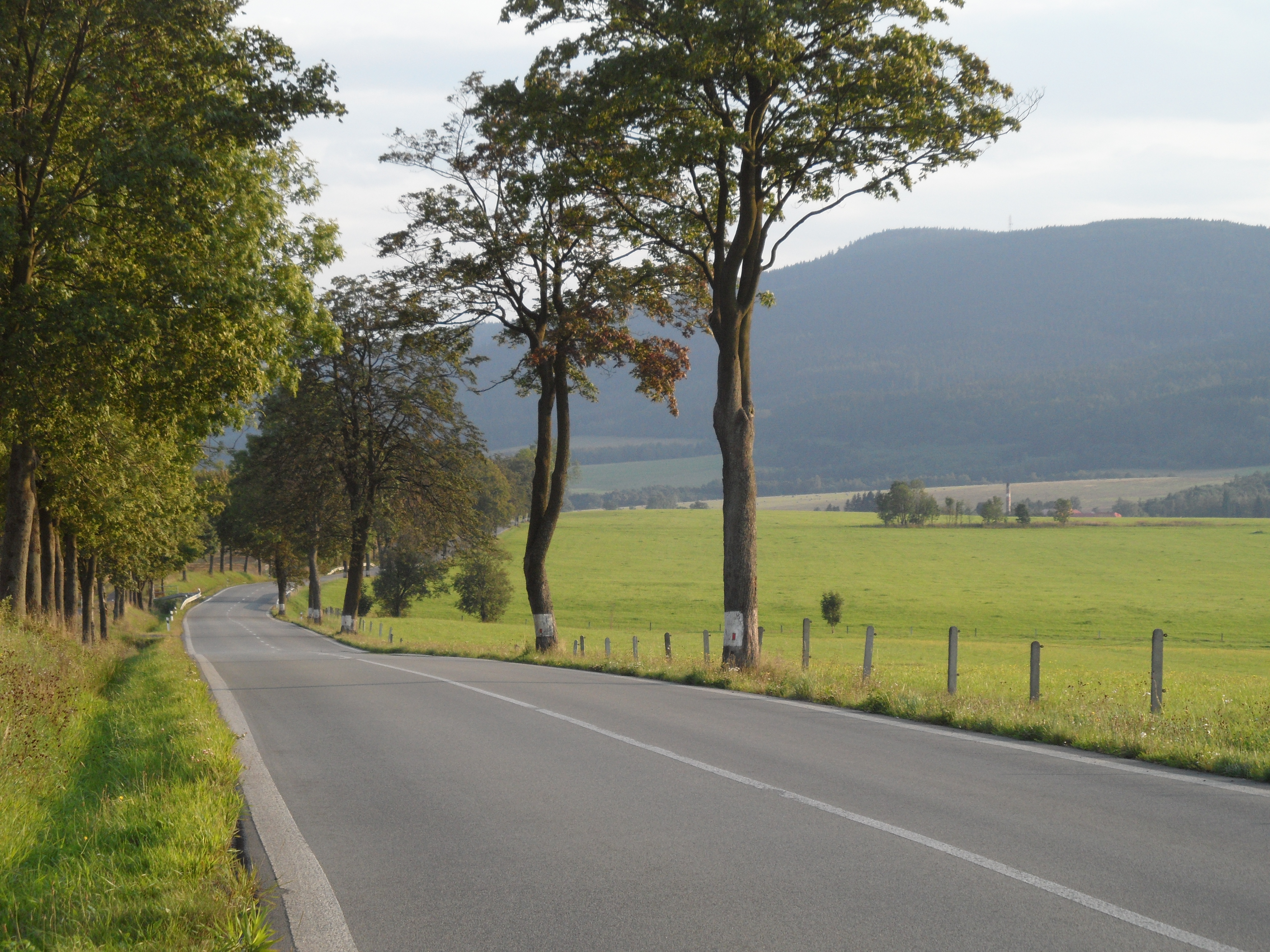
La strada statale 43 nei pressi di Dolní Orlice.